# アレッサンドロ・モレッティ

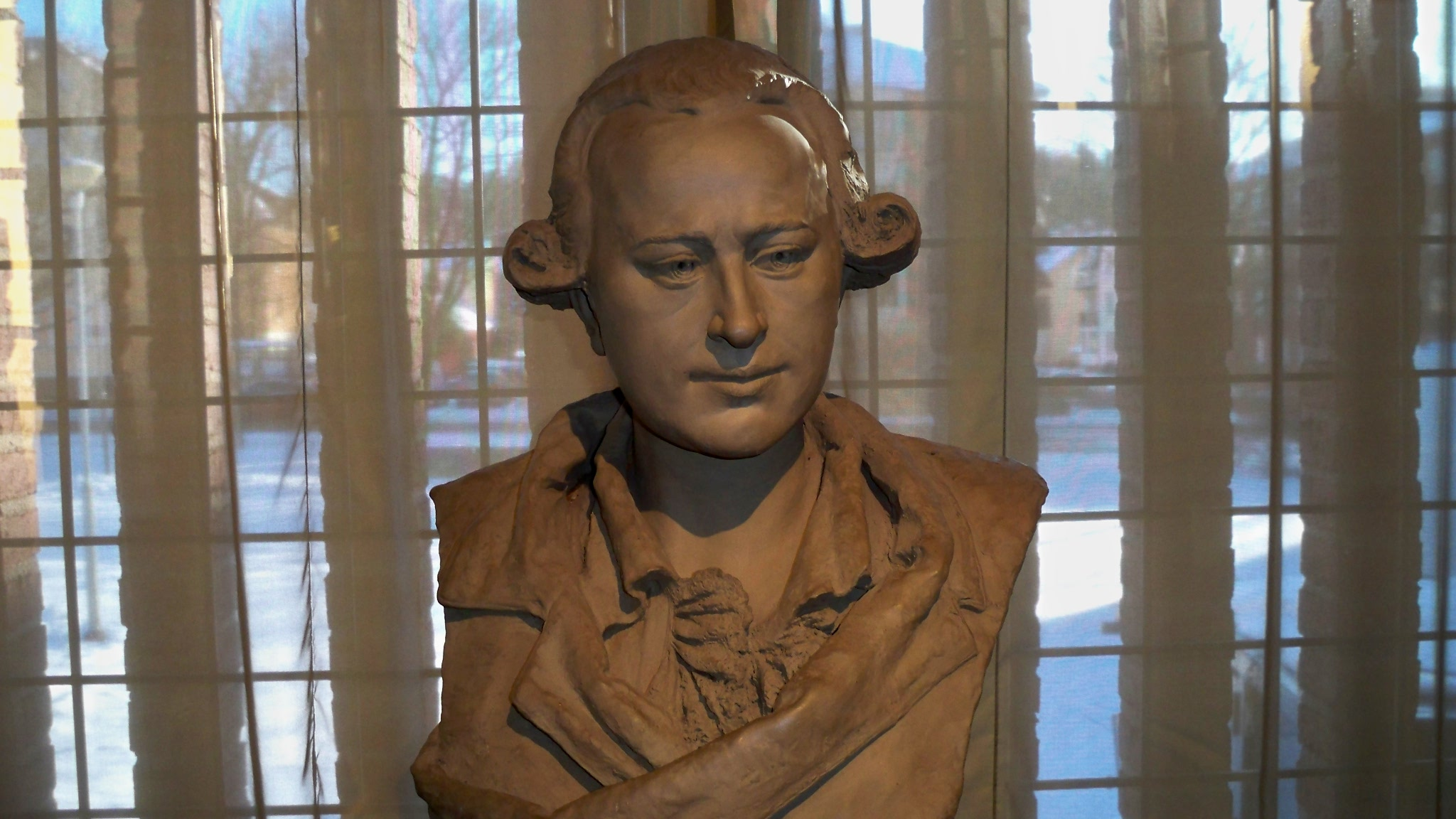
ピーター・アドルフ・ホールの胸像（1940年）

ジュゼッペ・アレッサンドロ・モレッティ(スウェーデン語:Giuseppe Alessandro Moretti、1870年2月16日 - 1953年1月24日)は、スウェーデンの彫刻家。元々はイタリアに生まれた。ピアチェンツァとミラノで芸術と彫刻を学び、1898年にマーサ・モレッティと結婚した。1911年にノルウェーからスウェーデンに移り、ストックホルムに定住した。最初の数年間は定期的にスウェーデンに滞在しただけであったが、第一次世界大戦が始まると、永住した。1953年1月24日にストックホルムにて83歳で亡くなった。作品の一部はストックホルムの国立博物館に展示されている。

## 作品（一部）
- グスタフ5世の胸像
- ヘルマン・バルクの胸像
- マンネ・シーグバーンの胸像
- Erling Eidemの胸像
- セルマ・ラーゲルレーヴの胸像
- ピーター・アドルフ・ホールの胸像

## ソース
- Lexikonett Amanda
- Svenskt konstnärslexikon del IV sid 147, Allhems Förlag, Malmö. LIBRIS-ID:8390296
- Svenska konstnärer, Biografisk handbok, Väbo förlag, 1987, sid 357, ISBN 91-87504-00-6